# Brånamyran
Brånamyran är ett naturreservat i Lycksele kommun i Västerbottens län.
Området är naturskyddat sedan 1997 och är 39 hektar stort. Reservatet omfattar en brant västsluttning ner mot en myr. Reservatet av består av barrträd och lövträd.